# Église Saint-Matthias de Flémalle
L'église Saint-Matthias de Flémalle, ou église Saint-Mathias de Flémalle selon l'orthographe portée à l'apôtre, est une église catholique située à Flémalle, dans la province belge de Liège.

## Situation
La vallée mosane est la zone méridionale la plus densément peuplée de Belgique avec une moyenne de plus de 1 000 habitants au kilomètre carré entre Namur et Visé en janvier 2022 Située à un peu plus de 800 mètres de la Meuse, l'église est construite dans la vallée, au pied de la terrasse de la rive gauche du fleuve. C'est dans cette zone, à partir du château de Chokier en direction de Liège, que la population flémalloise est la plus concentrée. Cette population s'établit en masse dans cette vallée encaissée en raison des nombreuses usines qui s'y déploient pendant la révolution industrielle en Belgique, notamment grâce aux usines Cockerill qui révolutionnèrent l'industrie européenne, non loin de là, à Seraing.
Dans une Wallonie catholique pratiquante, la population avait besoin de lieux de cultes en suffisance. On trouve dans le bas de la commune, le long des deux rives de la Meuse sur un peu plus de deux kilomètres carrés : l'église Saint-Marcellin de Chokier, l'église Saint-Matthias de Flémalle et l'église Saint-Jean-Baptiste de Flémalle en rive gauche et l'église Saint-Pierre-et-Paul de Ramet et l'église Saint-Joseph d'Ivoz en rive droite.
L'église est accessible depuis la route européenne 42 par la nationale 677 puis par l'Avenue Marcel Cools ; depuis Jemeppe par la nationale 617 puis la Grand'Route et la rue du Village ; depuis Liège par la gare de Leman, située à une centaine de mètres de l'église ; depuis le centre de Flémalle par la Grand'Route et la rue Edgard Doneux. Située dans le centre administratif de la commune, l'église bénéficie de toutes les commodités : gare, cimetière, funérarium, place publique, route nationale, hôtel communal, écoles maternelle, primaire et secondaire, commerces, parc communal, caserne de pompiers, poste de police...

## Toponymie
Saint-Matthias provient de l'apôtre Matthias, ou Mathias ; un personnage du Nouveau Testament qui remplace Judas parmi les apôtres. Après le départ de Judas, Pierre organisa un tirage au sort entre Joseph Barsabas et Matthias ; c'est ce dernier qui a donc été désigné et peu de choses sont connues de lui.

## Histoire
L'église est construite en 1717 en briques et en pierres calcaires en un plan en trois nefs et est précédée d'une tour carrée érigée en 1830.

### Intérieur

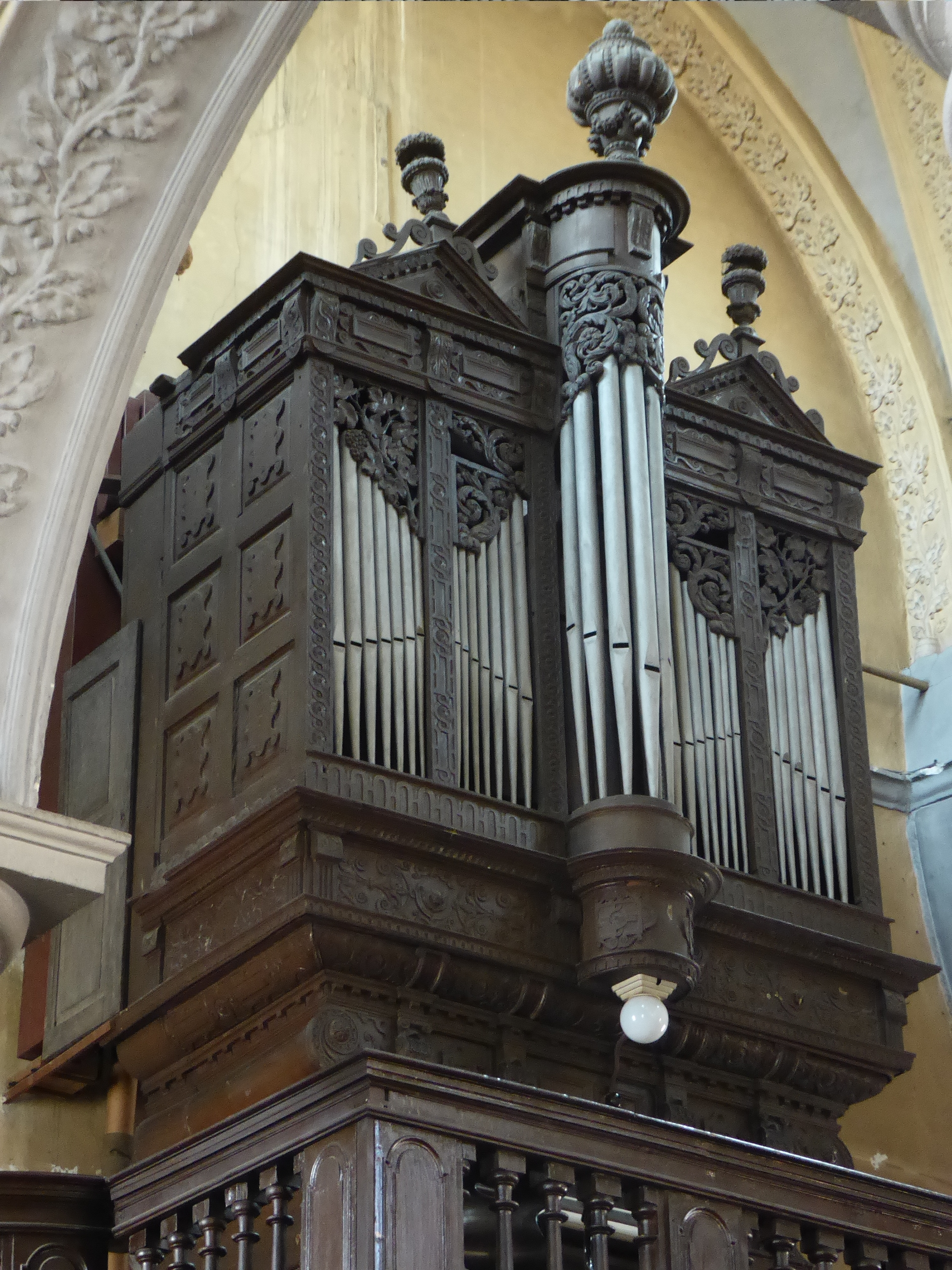
Buffet de l'orgue.

L'intérieur est un mélange de plusieurs styles comme le montre la nef centrale voûtée d'arcades romanes et les deux nefs latérales d'un style néo-gothique avec des voûtes sur croisée d'ogives. Le chœur est en marbre blanc et noir et un maître-autel en bois de style Louis XIII dénote le tout. On y trouve aussi des statues en bois du XVIIIe siècle en provenance de l'école locale liégeoise du sculpteur Jean Del Cour ; parmi les statues, on retrouve celles de Matthias, le patron de la paroisse, de saint Hubert, de Marie et de Joseph. Marie a une chapelle latérale qui lui est dédiée.
L'élément le plus remarquable du mobilier de l'église est le buffet de son orgue datant de 1598. Il provient de l'église Saint-Adalbert de Liège et est le second plus vieil exemplaire de la province de Liège après celui de la collégiale Saint-Denis de Liège, daté de 1589. Il se situe au-dessus du jubé de la porte d'entrée. Classé en tant que monument en 1974, il est ajouté en 2022 à la liste du patrimoine immobilier exceptionnel de la Wallonie.
Une fontaine baptismale en pierre polie avec son couvercle en laiton, une vierge à l'enfant, des plaques commémoratives de part et d'autre du maître-autel encastrées dans l'abside et un lutrin en provenance d'un atelier liégeois terminent le mobilier remarquable de l'église.

## Administration
L'église fait partie de l'unité pastorale d'Aigremont - Saint-Matthias au même titre que les églises Saint-Etienne des Awirs, Saint-Remacle des Cahottes, Saint-Marcellin de Chokier, Saint-Lambert de Mons-lez-Liège, Saint-Nicolas de Souxhon et Notre-Dame-de-Bon-Secours des Trixhes. Cette unité pastorale appartient au doyenné de Haute Meuse comprenant les unités pastorales d'Engis, de Notre-Dame aux portes du Condroz, de Saint Roch et de Seraing Ougrée elles-mêmes faisant partie du diocèse de Liège sous la responsabilité de Jean-Pierre Delville.
Ce diocèse joua un rôle très important dans l'histoire chrétienne puisque c'est à Liège que sont nées les fêtes du Saint Sacrement et de la Sainte Trinité.